# Jean Troisier
Jean Troisier est un médecin, pneumologue et biologiste français, né le 18 mai 1881 dans le 9e arrondissement de Paris, ville où il est mort le 31 octobre 1945 dans le 16e arrondissement. 

## Biographie
Il est le fils de Charles-Émile Troisier, professeur de médecine de Paris, le gendre du ministre Émile Ollivier et le père du Dr Solange Troisier, du Dr Olivier Troisier et d'Anne Troisier de Diaz.
De 1903 à 1911, il exerce en hôpital à Paris puis, ayant étudié la microbiologie de l'Institut Pasteur et l'immunologie, en 1911, il est nommé chef de travaux d'anatomie pathologique et de bactériologie à la faculté de médecine de Paris. Il se consacre ensuite à la recherche comme chef de laboratoire à l'Institut Pasteur. Il y est responsable du laboratoire annexé à la singerie, financé par Marie Bonaparte, princesse de Grèce, dont il est l'amant,. Il alterne ensuite entre des responsabilités de médecin en hôpitaux et de chercheur dans plusieurs laboratoires.
En 1938, il reçoit les insignes de chevalier de la Légion d'honneur puis, en 1943, il est élu membre de l'Académie de médecine. Il a reçu la Francisque.